# ویس (جزیره)
ویس (کرواتی: Vis) یک جزیره کوچک در دریای آدریاتیک است.این جزیره در سال ۲۰۱۱، ۳٬۶۱۷ نفر جمعیت داشت.
شهر ویس در سمت شرقی و شهر کمیژا در ساحل شرقی این جزیره قرار دارد.